# Sadóvoie (Daguestan)
Sadóvoie — Садовое (rus) — és un poble de la república del Daguestan, a Rússia. Segons el cens del 2010 tenia 842 habitants.